# Bells Of Love (Isabelle's of Love)
Bells Of Love (Isabelle's of Love) es un sencillo del dueto inglés de música electrónica Erasure. Este sencillo se realizó sólo para descargar de manera gratuita por internet -durante seis días- para concientizar sobre World Aids Day (Día internacional del Sida), junto con The Terrence Higgins Trust y The National Aids Trust.

## Lista de temas
Bajada digital
1. Bells Of Love (Isabelle's of Love) 4:00

## Créditos
Bells Of Love (Isabelle's of Love) fue escrito por Vince Clarke y Andy Bell.

### Datos técnicos
- Productor: Erasure y Gareth Jones.
- Productor adicional y mezcla: Richard X y Pete Hoffman.
- Programación adicional: Gareth Jones.
- Masterización: Mike Marsh en The Exchange Mastering.

## Datos adicionales
En 2014, fue elegida por The Telegraph como la mejor canción navideña de todos los tiempos.